# Île de Grain
L'île de Grain est une île située à l'ouest de la péninsule de Hoo et à l'est de Londres au bord droit de l'estuaire de la Tamise. 
Malgré son nom, ce n'est plus une île. Marquée par un environnement marécageux, l'île de Grain est devenue une zone industrielle importante avec une centrale thermique, une installation de gaz naturel liquéfié et une zone portuaire pour le transport de conteneur. Elle est également l'une des principales zones proposées pour construire un nouvel aéroport, via le projet Thames Hub.